# Ljubo Drndić
Ljubo Drndić (Pazin, 27. srpnja 1919. – Zagreb, 20. veljače 2013., hrvatski antifašist iz Istre, komunist član KPH, novinar i diplomat. Jedan od vođa istarskog ustanka protiv Italije 1943. godine, pisac proglasa Istarski narode iz 1943. godine i pisac teksta Pazinskih odluka. Otac književnice Daše Drndić.
Uz brata Antu osnivač je i utemeljitelj Glasa Istre 1943. te njegov drugi urednik (prvi je bio Ante).
Rođen je 27. srpnja 1919. u Karojbi kod Pazina u Istri. 
Obitelj Ljube Drndića emigrirala je 1921. godine iz Istre pod talijanskom vlašću u Jugoslaviju. Obitelj se nastanjuje u Dalmaciji, te Ljubo Drndić odrasta u Orebiću i Makarskoj. Gimnaziju završava u Splitu, te upisuje studij elektrotehnike u Beogradu. Ondje se približava komunistima. U vrijeme kada priprema završne ispite na Tehničkom fakultetu, Drndićeve studije prekida Travanjski rat 1941. godine, nakon kojega se sveučilišni studiji u Beogradu zatvaraju. 
Vraća se u Split, da bi sa svojim ocem Edom mogao u grču gledati kako talijanska vojska 15. travnja 1941. godine slavodobitno ulazi u taj hrvatski grad i potom čitati prvi broj časopisa "San Marco", u kojem se objavljuje odluka da se u tom gradu smiju isticati jedino talijanske zastave, te da se u svim javnim prostorima moraju postaviti slike Mussolinija i talijanskog kralja. Svjedoči dolasku oko tisuću službenika iz Italije u Split, da organiziraju civilnu upravu u etnički hrvatskoj Dalmaciji. Postaje članom Komunističke partije Hrvatske, kojoj je idejno blizak i u kojoj vidi jedinog odlučnog borca protiv Talijana.
Odvažuje se u prosincu 1941. godine ilegalno prijeći u rodnu Istru, preko Trsta. Nastanjuje se u rodnom selu Karojbi u središnjoj Istri, gdje na obiteljskoj starini već živi njegova majka, u kući svojega oca Petra Ujčića; lokalnim karabinjerima objašnjava Ljubo da je pri kraju studija, te da kod rodbine usavršava talijanski i uči. 
Preko obitelji u okolini Karojbe i rodbine u Pazinu stvara kontakte s hrvatskim domoljubima te s talijanskim ljevičarima. Uspostavlja vezu između partizana u Hrvatskoj i hrvatskih domoljuba u Istri, te sudjeluje u širenju mreže Narodnih odbora u Istri. U političkom radu naglasak stavlja na nacionalno pitanje, jer istarski seljaci pokazuju vrlo slab interes zpra komunističke ideje. U situaciji kada u Istri zapravo nema nikakve druge hrvatske organizacije, uspješno širi mrežu svojih suradnika.
U prosincu 1941. okuplja u Pazinu prvu grupu komunističkih gimnazijalaca koje je već ranije animirao talijanski komunist Giorgio Sestan (koji u to vrijeme nije bio povezan s ilegalnom Komunističkom partijom Italije), a u selu Marečići osniva 29. travnja 1942. god. prvu ćeliju KPH u Istri. Potom širi mrežu hrvatskih komunista na tom tada talijanskom državnom teritoriju, gdje odranije postoji i ilegalna mreža Komunističke partije Italije. Približno u isto vrijeme, stupa Drndić u kontakst i s talijanskim komunistima iz rudarskog grada Labina: među čak 180 labinskih komunista - članova KP Italije - ima mnogo etničkih Hrvata, koje Drndić postepeno animira da prijeđu u KPH.
Mreža čiji je dio i Drndić - a u kojoj od srpnja 1942. god. važan dio postaje i njegov brat Ante Drndić Stipe, kojega splitski komunisti šalju na rad u Istru, te djeluje iz baze u Karojbi - brzo se širi, te prikuplja u Istri hranu, odjeću, obuću, novac, lijekove i oružje za partizane u Hrvatskoj, kojima se uskoro organizirano pridružuju i prve grupe istarskih dragovoljaca. Braća Drndić uspijevaju izbjeći uhićenja što ih u drugoj polovini 1942. godine pokreću talijanske vlasti, koje su prepoznale ilegalnu aktivnost koju su potaknuli hrvatski komunisti. U složenoj situaciji, oni lokalnim uvjetima prilagođavaju "Uputstva za ilegalni rad" koja su donijeli iz Splita, te ih u Karojbi šapirografiraju u 150 - 200 primjeraka; ta se uputstva dijele kao osnova za konspirativnu djelatnost Narodnooslobodilačkih odbora: Drndića je dirnula žudnja s kojom su istarski Hrvati primili takav materijal - napisan na njihovom narodnom jeziku. 
Za svoj ilegalni rad dobivaju Drndić i suradnici od kraja 1942. godine financijsku potporu vlasnika rudnika boksita braće Crljenica, rijetkih hrvatskih kapitalista u Istri.
10. ožujka 1943. godine u kući Drndićevih u Karojbi sastaju se komunisti Ante Drndić Stipe, Josip Matas, Božo Kalčić, Ljubo Drndić Vladlen i Vlado Juričić: taj se manje-više spontani sastanak poslije prepoznavao kao prvi sastanak prvog rukovodstva KPH za Istru.
S bratom Antom utemeljuje u srpnju 1943. godine - kada se nazire pad Italije - ilegalnu tiskovinu Glas Istre. Prvi njegov tekst u toj novini, koji je napisao za njegov prvi broj, nosio je naslov "Duh Istre ostao je nepokoren".
Konspirativni protutalijanski rad daje rezultate: u biografskoj knjizi  "Oružje i sloboda Istre 1941. – 1943." iz 1978. godine Drndić citira izvješće svojeg kolege Silva Milenića Lovre - partijskog rukovodioca kojeg je KPH s područja Hrvatskog primorja uputio na rad u Istru - prema kojem je 3. rujna 1943. godine u Istri bilo 140 seoskih NOO-a s ukupno 906 odbornika, 16 općinskih s 96 članova i 8 kotarskih NOO-a (Kras, Buzet, Motovun, Pazin, Čepić, Tinjan, Labin, Pula), koji su brojili od 6 do 13 članova, a u Okružni NOO, kao najviši "organ narodne vlasti", ušlo je "deset drugova sposobnih za samostalno političko djelovanje i s autoritetom u narodu"; na čelu Okružnog NOO-a za Istru osnovanog u kolovozu 1943. nalazio se Joakim Rakovac.
Za vrijeme ustanka u Istri nakon kapitulacije Italije u rujnu 1943. godine odigrava Ljubo Drndić vrlo važnu ulogu u ustanku. Pisac je proglasa Istarski narode, u kojem ustaničko vodstvo poručuje: "Istra se priključuje matici zemlji i proglašuje ujedinjenje sa ostalom našom hrvatskom braćom ... Živjela hrvatska Istra!". Pisac je teksta Pazinskih odluka, potom i drugi urednik partizanskih novina "Glas Istre", u kojima piše od prvog broja (prvi urednik je bio njegov brat Ante Drndić Stipe).
Poslije rata nastavlja raditi kao propagandist komunističke partije, zatim na poslovima odnosa s javnošću u jugoslavenskim diplomatskim predstavništvima. Napreduje do funkcije veleposlanika u Švedskoj i Sudanu; u vrijeme njegovog službovanja u Sudanu postala je Jugoslavija partner u izgradnji trgovačke mornarice Sudana - uz značajan angažman Bodogradlišta Uljanik u Puli koje je sagradilo većinu tadašnjeg sudanskog brodovlja, te uz angažman hrvatskih pomoraca na sudanskim brodovima i u školovanju sudanskog pomoračkog kadra - te osnivanju Sudanske ratne mornarice, koja je također uključivala izgradnju brodova, obrzovanje pomorskih časnika i slanje vojnih instruktora. Kao savezni podsekretar za turizam, zaslužan je za ukidanje viza stranim turistima, što je imalo snažan utjecaj na razvoj turizma.
Poslije osamostaljenja Hrvatske vratio se najprije u Rijeku, a potom preselio u Zagreb gdje je živio do smrti. Sahranjen je u svojem zavičaju u selu Karojba.
23. kolovoza 2016. godine, povodom Europskog dana sjećanja na žrtve totalitarnih i autoritarnih režima, Ljubi Drndiću je predsjednica Republike Hrvatske Kolida Grabar-Kitarović posmrtno dodijelila odlikovanje Reda Stjepana Radića. Odlikovanje je preuzela književnica Daša Drndić, kćer Ljube Drndića, na ceremoniji priređenoj u Pazinu, gdje je 1943. godine bilo ustaničko vodstvo izdalo proglas "Istarski narode" o pripojenju Istre Hrvatskoj, kojega je Ljubo Drndić bio autor. Odlikovanje je dodijeljeno "za osobite i višegodišnje zasluge i stradanja u borbi za nacionalna i socijalna prava i razvitak hrvatskog naroda".

## Vanjske poveznice
- Ljubo Drndić: "Oružje i sloboda Istre 1941.-1943.", "Školska knjiga", Zagreb - Pula 1978. (knjiga, 357 stranica)
- Ljubo Drndić, "Historijat i značaj odluka Okružnog NOO-a za Istru od 13. rujna 1943.", (članak) Vjesnik istarskog arhiva, Vol.1 (32) No.(1991.), ožujak 1991.